# Grassington
Grassington est une ville de marché du Yorkshire du Nord, située dans le parc national des Yorkshire Dales.